# Bent Hansen (ciclista)
Bent Kurt Hansen (conocido como Deut Hansen; Copenhague, 21 de octubre de 1932) es un deportista danés que compitió en ciclismo en la modalidad de pista, especialista en la prueba de persecución por equipos.
Ganó dos medallas en el Campeonato Mundial de Ciclismo en Pista, plata en 1962 y bronce en 1963.
Participó en los Juegos Olímpicos de Tokio 1964, ocupando el quinto lugar en la prueba de persecución por equipos.

## Medallero internacional
| Campeonato Mundial | Campeonato Mundial | Campeonato Mundial | Campeonato Mundial          |
| Año                | Lugar              | Medalla            | Competición                 |
| ------------------ | ------------------ | ------------------ | --------------------------- |
| 1962               | Milán (Italia)     | Medalla de plata   | Persecución por equipos (A) |
| 1963               | Rocourt (Bélgica)  | Medalla de bronce  | Persecución por equipos (A) |